# Boris Wassiljewitsch Schtscherbakow

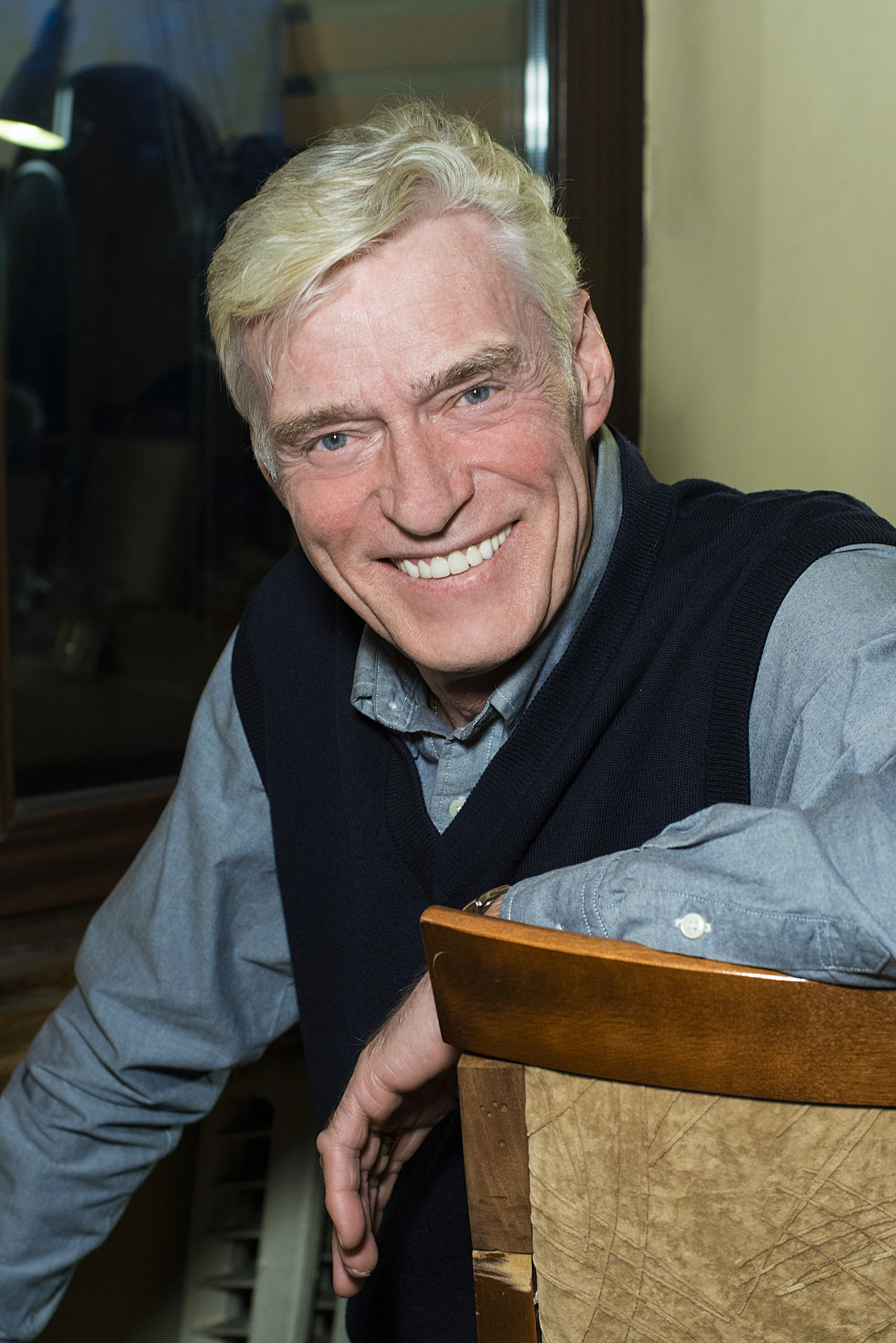
Boris Schtscherbakow (2015)

Boris Wassiljewitsch Schtscherbakow (russisch Борис Васильевич Щербаков; * 11. Dezember 1949 in Leningrad) ist ein russischer und sowjetischer Schauspieler und Volkskünstler Russlands.

## Leben
Schtscherbakow absolvierte 1972 die Theaterhochschule am Tschechow-Kunsttheater Moskau und war von 1972 bis 2003 als Schauspieler an diesem Theater tätig. Seit 1963 war er zudem in mehr als 200 Film- und Fernsehproduktionen zu sehen.
1979 spielte Schtscherbakow den Iwan im sowjetischen Märchenfilm Das Geschenk des schwarzen Zauberers von Boris Ryzarew. Für seine Rolle des Wadim Nikitin im Film Bereg erhielt Schtscherbakow 1985 den Staatspreis der UdSSR. In der siebenteiligen russisch-britisch-italienischen Fernsehproduktion Der stille Don spielte er 1992 die Rolle des Stepan Astachow.
Er arbeitete auch als Moderator auf dem Perwy kanal. Die ukrainische Website Mirotworez hat ihn in seine Datenbank aufgenommen, weil er die Halbinsel Krim nach der völkerrechtswidrigen Annexion der Krim durch Russland besucht und damit die Staatsgrenzen der Ukraine verletzt hat.

## Privates
Die Eltern Schtscherbakows – Maria Michajlowna Schtscherbakowa († 1996) und Wassilij Sacharowitsch Schtscherbakow († 1972) – lernten sich auf der Straße des Lebens während der Leningrader Blockade kennen.
Schtscherbakow ist seit 1973 verheiratet mit der Schauspielerin Tatjana Bronsowa (* 1946), aus dieser Ehe haben sie einen Sohn, Wassilij (* 1977).

## Filmografie (Auswahl)
- 1963: Mandat
- 1969: Snegurotschka
- 1975: Elf Hoffnungen (Odinnadzat nadeschd)
- 1978: Trassa
- 1979: Das Geschenk des schwarzen Zauberers (Podarok tschjornogo kolduna)
- 1980: Per aspera ad astra (Tscheres ternii k swjosdam)
- 1980: Der weiße Rabe (Bely woron)
- 1981: Der Schrei der Stille (Krik tischiny)
- 1983: Bereg
- 1985: Schlacht um Moskau (Bitwa sa Moskwy)
- 1986: Peter der Große (Peter the Great)
- 1988: Diebe im Gesetz (Wory w sakone)
- 1992–2006: Der stille Don (Tichi Don)
- 2000: Valentinstag (Den swatogo Walentina)
- 2012: Legende Nr. 17 (Legenda № 17)
- 2017: Krim (Krym)

### Als Synchronsprecher
- 1991: Hudson Hawk – Der Meisterdieb als Hudson Hawk (Bruce Willis)
- 1993: Ohne Ausweg als Sam Gillen (Jean-Claude Van Damme)
- 1993: Tödliche Nähe als Tom Hardy (Bruce Willis)
- 1994: Street Fighter – Die entscheidende Schlacht als Colonel William Guile (Jean-Claude Van Damme)
- 1996: Maximum Risk als Alain Moreau / Mikhail Suverov (Jean-Claude Van Damme)
- 2002: The Time Machine als Motorist (Josh Stamberg)
- 2005: Edison als Wallace (Kevin Spacey)

## Theaterrollen (Auswahl)
- Valentin und Valentina (von Michail Roschtschin), Regie: Oleg Jefremow
- Sitzung des Parteikomitees (von Alexander Gelman), Regie: Oleg Jefremow
- Die Barbaren (von Maxim Gorki), Regie: Oleg Jefremow
- Der Kirschgarten (nach der gleichnamigen Komödie von Anton Tschechow), Regie: Oleg Jefremow
- Die Möwe (nach dem gleichnamigen Drama von Anton Tschechow), Regie: Oleg Jefremow
- Und das Licht scheinet in der Finsternis (nach dem gleichnamigen Drama von Lew Tolstoi), Regie: W. Dolgatschow

## Auszeichnungen (Auswahl)
- 1985:  Staatspreis der UdSSR[9]
- 1985:  Verdienter Künstler der RSFSR[10]
- 1994:  Volkskünstler Russlands[11]
- 1998:  Orden der Freundschaft[12][13]
- 1998:  Medaille „Festigung der Waffenbrüderschaft“
- 2015: Jessenin-Preis[14]